# SN 2006mp
SN 2006mp – supernowa typu Ia odkryta 3 listopada 2006 roku w galaktyce M+08-31-29. W momencie odkrycia miała maksymalną jasność 16,90m.